# Dariusz Barszczyk
Dariusz Barszczyk (ur. 5 września 1968 w Bydgoszczy) – polski koszykarz występujący na pozycji skrzydłowego.

## Życiorys
Wychowanek Astorii Bydgoszcz, w barwach której zdobył w 1985 roku mistrzostwo Polski kadetów, a w 1987 mistrzostwo Polski juniorów. W sezonie 1986/87 zadebiutował w seniorskiej drużynie Astorii, występującej na drugim poziomie rozgrywkowym. W 1989 z bydgoską drużyną awansował do I ligi. W najwyższej klasie rozgrywkowej zadebiutował 9 grudnia 1989 roku, w meczu z Legią Warszawa. Astoria w sezonie 1989/90 zajęła ostatnie miejsce w I lidze i spadła do niższej klasy rozgrywkowej. Po spadku Dariusz Barszczyk opuścił drużynę z Bydgoszczy i przeniósł się do występującego w II lidze zespołu Dojlidy Instal Białystok. Po pięciu sezonach występów na drugoligowych parkietach, w sezonie 1994/95 wywalczył z białostocką drużyną awans do I ligi. W 1996 powrócił do macierzystego klubu, a rok później zakończył koszykarską karierę.

## Osiągnięcia
Drużynowe
- Mistrz Polski kadetów (1985)
- Mistrz Polski juniorów (1987)
- Awans do I ligi (1989, 1995)

## Statystyki
| Sezon     | Drużyna                            | M  | S5 | MPG | FG% | 3P% | FT% | RPG | APG | SPG | BPG | PPG  |
| --------- | ---------------------------------- | -- | -- | --- | --- | --- | --- | --- | --- | --- | --- | ---- |
| 1986/1987 | Astoria Bydgoszcz (II liga)        | 9  |    |     |     |     |     |     |     |     |     | 9,1  |
| 1987/1988 | Astoria Bydgoszcz (II liga)        | 22 |    |     |     |     |     |     |     |     |     | 12,2 |
| 1988/1989 | Astoria Bydgoszcz (II liga)        | 22 |    |     |     |     |     |     |     |     |     | 11,3 |
| 1989/1990 | Astoria Bydgoszcz (I liga)         | 13 |    |     |     |     |     |     |     |     |     | 7,0  |
| 1990/1991 | Instal Dojlidy Białystok (II liga) | 19 |    |     |     |     |     |     |     |     |     | 10,3 |
| 1991/1992 | Instal Dojlidy Białystok (II liga) | 22 |    |     |     |     |     |     |     |     |     | 9,7  |
| 1992/1993 | Instal Dojlidy Białystok (II liga) | 29 |    |     |     |     |     |     |     |     |     | 11,2 |
| 1993/1994 | Instal Dojlidy Białystok (II liga) | 26 |    |     |     |     |     |     |     |     |     | 9,2  |
| 1994/1995 | Instal Dojlidy Białystok (II liga) | 28 |    |     |     |     |     |     |     |     |     | 9,0  |
| 1995/1996 | Instal Dojlidy Białystok (I liga)  | 21 |    |     |     |     |     |     |     |     |     | 3,1  |
| 1996/1997 | Astoria Bydgoszcz (II liga)        | 25 |    |     |     |     |     |     |     |     |     | 9,0  |